# 小行星3824
小行星3824（3824 Brendalee）是一颗绕太阳运转的小行星，为主小行星带小行星。该小行星于1929年10月5日发现。

## 轨道参数
小行星3824的轨道半长轴为2.2535647 UA，离心率为0.237。